# Molnár Piroska
Molnár Piroska (Ózd, 1945. október 1. –) a Nemzet Színésze címmel kitüntetett Kossuth- és Jászai Mari-díjas magyar színésznő, érdemes és kiváló művész, a kaposvári Csiky Gergely Színház és a Halhatatlanok Társulatának örökös tagja, a Színház- és Filmművészeti Egyetem tanára. Eötvös Péter Kossuth-díjas zeneszerző egykori felesége.

## Életpályája
Szülei Molnár József és Andrássi Viktória. Édesapja nem tért haza a szovjet fogságból, egyedül maradt édesanyja vissza szeretett volna térni Erdélybe, de ekkor már lezárták a határokat. Kunágotán telepedtek le, meghatározó gyermekkori élményei ehhez a településhez kötik. A mama tanácsára (tanuljon szakmát) Szegeden közgazdasági technikumban érettségizett.
A Színház- és Filmművészeti Főiskolára 1964-ben vették fel. 1968-ban végzett, eközben fellépett az 1966-os Táncdalfesztiválon. A főiskola elvégzése után Babarczy László beajánlotta a Nemzeti Színházba, viszont Both Béla igazgató nem vette fel.
1968-ban a Szegedi Nemzeti Színházhoz szerződött, ahol 1971-ig volt tag. 1971 és 1978 között a kaposvári Csiky Gergely Színházban játszott. Az első kaposvári korszakban olyan rendezőkkel dolgozott együtt, mint Zsámbéki Gábor, Ascher Tamás és Babarczy László. A színpadon olyan kollégákkal dolgozott együtt mint Koltai Róbert, Csákányi Eszter, Lázár Kati, Máté Gábor, Jordán Tamás, Pogány Judit vagy Lukáts Andor. Ebben a korszakban szerepelt a legendás Árvácska című filmben, amely Karlovy Varyban díjat nyert.
1978-tól 1982-ig a Nemzeti Színházhoz kötötte szerződés, ahova szinte az egész korábbi kaposvári társulattal együtt ment át. 1982-ben a budapesti Katona József Színház alapító tagja. 1984-től, 18 éven át ismét a kaposvári társulatot erősítette. 2002 és 2013 között újra a Nemzeti Színház tagja volt, ahonnan Alföldi Róbert leváltásával ő is távozott, azóta a Thália Színház tagja.
Rendszeresen fellépője az 1982-ben alapított Kőszegi Várszínház bemutatóinak.
A prózai szerepek mellett, számos zenés darab főszereplője is, így például a Mohácsi János által rendezett Csárdáskirálynő Ceciliája, és az Ármány és szerelem, mely alakításáért 2010-ben elnyerte a színikritikusok Fővárosi Színházi Díját. Kurtág György kortárs zeneszerző kérésére, unszolására elvállalta a Beckett-töredékekre írott darabjában – What is the Word (Op. 30) – való közreműködést, 2008-ban. Az előadás bemutatója a Zeneakadémián volt, amelyet számos külföldi (Salzburg, Berlin, Zürich) fellépés is követett. Eötvös Péter, Vocal Works című Cd-jén, a Mese című darab közreműködője volt.
2005 óta az Aase-díj kuratóriumának tagja.
2011-ben Nagymama-díjat alapított a legígéretesebb kaposvári fiatal női és férfi színész számára, amelyet évente ítélnek oda és 100-100 ezer Ft jelképes díjjal jár. Az elismerést minden évben Csiky Gergely születése évfordulóján, december 8-án (először 2011-ben) adják át.
A Színház- és Filmművészeti Egyetemen színpadi beszédet tanított, osztályvezető tanár volt. 2017-től Liszt Ferenc Zeneművészeti Egyetemen tanít.
2011-ben Komlós Juci helyére a nemzet színészévé választották.
2012 tavaszától a M1 IrReality Show-jának, a Munkaügyeknek a főszereplője, ahol Sipeki Elvirát, a Munkaügyi Hivatal osztályvezetőjét alakította egészen a befejező 152. epizódig.
2020 márciusában, a COVID-19 pandémia első hulláma legelején, egy héttel a lezárások előtt bejelenti, hogy a következő évadtól visszavonul, de ez szerencsére nem történt meg: Bíró Kriszta színész készít vele egy beszélgetőkönyvet, melyet 2020. október 1-én mutatnak be, két darabot próbál be 2020. szeptemberéig, és egy harmadikat az újabb kényszerű lezárás előtt.
A COVID őszi hulláma alatt a három bemutató mellett forgat is, a 2021. január 3-án induló, RTL Klubon futó Keresztanyu című sorozat egyik főszereplőjét alakítja.
Ezt az évadot még végigcsinálom, utána abbahagyom. Sokat járok majd színházba, de már csak nézőként.

## Családja, magánélete
Férje Eötvös Péter zeneszerző volt 1968-tól, de később elváltak. Egy közös gyermekük született 1969-ben, Eötvös György, aki 1995-ben elhunyt. Fiáról és házasságáról így vallott egy 1978-as interjúban: „Reggel nyolctól bent voltam a színházban, a fiam Pesten élt az anyósommal. Egész héten nem láttam, csak hétfőn <> Hétfő volt a szabadnapom, ha éppen nem tájolt a színház. Vasárnap éjjel vonatra ültem és kedden reggel tértem vissza a színházba. … Bizonyos lemondást követeltek tőlem a vidéki élet napjai, de beletörődtem abba, hogy a fiamnak nem mesélhettem el mindent, s hogy csak később értesülhettem a betegségéről is, mert engem kíméltek. Azért bizakodtam: ha nagyobb lesz, minden könnyebbé válik. … Nem szerződtem Pestre kizárólag csak a gyerekem miatt. … A színészetért mindent vállaltam. A férjem zeneszerző volt, de amikor külföldre szerződött, a hazai színészi pálya mellett döntöttem és maradtam. … Ha a magánembert kérdezi, akkor igen, megbántam – feleli fojtott hangon –, de a pályám sok mindenért kárpótolt. Pedig nekem is szükségem lenne valakire. És éppen erre az emberre! De erre nem volt szabad gondolnom … Goethe azt mondta; »Nincs el nem rontott élet«.”
2016-ban szívműtéten esett át, azóta pacemakerrel él. Budapest I. kerületében, a Donáti utcában él. A nyarakat rendszeresen tölti fonyódligeti nyaralójában.

## Fontosabb szerepei
- Tolsztoj: Háború és béke (Natasa)
- Hauptmann: Naplemente előtt (Inken). A színháztörténeti jelentőségű előadás rendezője és főszereplője, Ajtay Andor volt.[Mj. 1]
- Madách: Mária királynő (Mária királynő)
- Brecht–Kurt Weill: Koldusopera (Polly, Kocsma Jenny)
- Euripidész: Oresztész (Elektra)
- Shakespeare: Téli rege (Hemrmione)
- Shakespeare: Rómeó és Júlia (dajka)
- Shakespeare: Titus Andronicus (Tamora)
- Shakespeare: III. Richárd (York hercegné)
- Gorkij: Éjjeli menedékhely (Natasa, Vaszilissza Karpova)
- Zágon–Nóti–Eisemann: Hyppolit, a lakáj (Schneiderné)
- Jókai Mór: A cigánybáró (Czipra)
- Kornis: Kozma (Böbe)
- Carlo Goldoni: Velencei terecske (Donna Cate)
- Örkény István: Pisti a vérzivatarban (Rizi)
- Weöres Sándor: A kétfejű fenevad (Báthory Susánna)
- Csehov: Sirály (Nyina, Arkagyina)
- Friedrich Dürrenmatt: A nagy Romolus (Rea, Júlia)
- Kálmán Imre: Csárdáskirálynő (Cecília)
- Kosztolányi Dezső-Babarczy: Néró, a véres költő (Agrippina)
- Molière: Tudós nők (Philaminte)
- Molière: Az úrhatnám polgár (Nicole, Jourdainné)
- Nemes Nagy Ágnes: Bors néni (Bors néni)
- Arthur Miller: A salemi boszorkányok (Rebecca Nurse)
- Csokonai Vitéz Mihály: Karnyóné (Karnyóné)
- Beaumarchais: Figaro házassága (Marcellina)
- Dürrenmatt: Az öreg hölgy látogatása (Claire Zachannasian)
- Ibsen: Peer Gynt (Aase)
- Osztrovszkij: Vihar (Marfa Ignatyeva)
- Lévay–Kunze: Elisabeth (Zsófia főhercegnő)
- Lehár Ferenc: Luxemburg grófja (Fleury)
- Szigligeti Ede: Liliomfi (Camilla kisasszony)
- Vörösmarty: Csongor és Tünde (Éj)
- Örkény István: Macskajáték (Giza)
- Tennessee Williams: Orfeusz alászáll (Porter nővér)
- Schiller: ármány és szerelem (Millerné)
- Térey János: Jeremiás avagy Isten hidege (több szerep)
- Csiky Gergely: A nagymama (Szerémi grófné)
- Esterházy Péter: Én vagyok Te
- Christopher Hampton: Egy német sors - Brunhilde Pomsel élete és tanúvallomása alapján (Címszerep) [35]

## Rendezései
- Bródy Sándor: A tanítónő (kaposvári Csiky Gergely Színház)
- Lofting–Békés Pál: dr. Dolittle cirkusza (Kolibri Színház)
- Remenyik Zsigmond: Pokoli disznótor
- Grimm fivérek: Csipkerózsika (kaposvári Csiky Gergely Színház)
- Agneta Elers-Jarleman: Sátánfajzat! (Kolibri Színház)
- Vörösmarty Mihály: Csongor és Tünde (Színház- és Filmművészeti Egyetem)

## Filmjei

### Játékfilmek
- Szevasz, Vera! (1967)
- A völgy (1967)
- Ünnepnapok (1967)
- Elsietett házasság (1968)
- Az utolsó kör (1968)
- Az idő ablakai (1969)
- Hangyaboly (1971)
- Makra (1972)
- Harmadik nekifutás (1973)
- Azonosítás (1975)
- Utolsó padban (1975)
- Árvácska (1976)
- A kétfenekű dob (1977)
- Fogjuk meg és vigyétek (1978)
- Veszélyes játékok (1979)
- Indul a bakterház (1980)
- A mérkőzés (1981)
- Sértés (1982)
- Idő van (1985)
- Laura (1986)
- Kiáltás és kiáltás (1987)
- Tutajosok I-II. (1989)
- A távollét hercege (1991)
- Sose halunk meg (1993)
- Jó éjt, királyfi! (1994)
- A pártütők (1994)
- Ébredés (1995)
- Szamba (1996)
- Csinibaba (1997)
- Ámbár tanár úr (1998)
- Hippolyt (1999)
- Kínai védelem (1999)
- Meseautó (2000)
- Kvartett (2001)
- Rinaldó (2003)
- A rózsa énekei (2003)
- Állítsátok meg Terézanyut! (2004)
- Sorstalanság (2005)
- Rokonok (2006)
- Tibor vagyok, de hódítani akarok! (2006)
- Taxidermia (2006)
- De kik azok a Lumnitzer nővérek? (2006)
- Idegölő (2007)
- Kócos (2007)
- Dolina (2007)
- Tabló (2008)
- Vacsora (2008)
- Papírkutyák (2009)
- Szuperbojz (2009)
- Mentsük meg az Állatkertet! (2009)
- Zimmer Feri 2. (2010)
- Aglaja (2012)
- Tüskevár (2012)
- A nagy füzet (2013)
- Szabadesés (2014)
- Liza, a rókatündér (2015)
- Veszettek (2015)[36]
- Pappa Pia (2017)
- Holnap tali – A premier (2018)
- 129 (2023)
- Emma és a halálfejes lepke (2024)
- Csendes éj (2024)

### Tévéfilmek
- Ősbemutató (1974)
- Az utolsó padban (1975)
- A zöldköves gyűrű (1977)
- Indul a bakterház (1980)
- Luxus eljárás (1981)
- Faustus doktor boldogságos pokoljárása (1982)
- Petőfi 1-6. (1982)
- Rohamsisakos Madonna (1982)
- A falu jegyzője 1-6. 1986)
- A pacsirta (1987)
- Groteszk (1989)
- Isten madárkái (1994)
- Éretlenek (1995)
- Cigánytörvény (1997)
- Koldus és királyfi (2000)
- Mai mesék: Lucy (2000)
- Kisváros (2000)
- Koltai-Galla Gála (2001)
- Capitaly (2002)
- Az igazi halál (2007)
- A katedrális (2010)
- Munkaügyek – IrReality Show (2012–2017)
- Esküvőtől a válóperig (2013)
- A tanú (2014)
- Kincsem (2014)
- Rövid póráz (2016)
- Holnap Tali! (2016–2018)
- Hétköznapi örület (2017)
- Tóth János (2018)
- Korhatáros szerelem (2018)
- Drága örökösök (2020)
- Keresztanyu (2021–2022)
- Drága örökösök – A visszatérés (2022–2024)
- Ványa bácsi – Buborékkeringő (2025)

## Szinkron

### Filmszinkronszerepei
| Cím                                                   | Év   | Szerep                                    | A szinkronizált színész |
| ----------------------------------------------------- | ---- | ----------------------------------------- | ----------------------- |
| Elfújta a szél                                        | 1939 | „Pittypat” Hamilton néni                  | Laura Hope Crews        |
| Bunbury                                               | 1952 | Miss Letitia Prism                        | Margaret Rutherford     |
| Meggyónom                                             | 1953 | Alma Keller                               | Dolly Haas              |
| Monsieur Bard különös óhaja                           | 1954 | Julie                                     | Georgette Anys          |
| Szegény szerelmesek krónikája                         | 1954 | Signora                                   | Wanda Capodaglio        |
| Folytassa, tanár úr!                                  | 1959 | Grace Short                               | Hattie Jacques          |
| Múlt nyáron, hirtelen                                 | 1959 | Felicity nővér                            | Joan Young              |
| Végzetes rágalom                                      | 1961 | Mrs. Amelia Tilford                       | Fay Bainter             |
| A jégkirálynő                                         | 1966 | Nagymama                                  | Yevgeniya Melnikova     |
| Folytassa, doktor!                                    | 1967 | Főnővér                                   | Hattie Jacques          |
| Kövesd a tevét!                                       | 1967 | Zig-Zig                                   | Joan Sims               |
| A piszkos tizenkettő[forrás?]                         |      |                                           |                         |
| Madigan                                               | 1968 | Esther Newman                             | Virginia Gregg          |
| Folytassa a kempingezést!(1/2/3. szinkron)            | 1969 | Joan Fussey, Miss Haggard                 | Joan Sims               |
| Folytassa újra, doktor!                               | 1969 | Főnővér                                   | Hattie Jacques          |
| Borsalino                                             | 1970 | Simone Escarguel                          | Françoise Christophe    |
| Öt könnyű darab                                       | 1970 |                                           |                         |
| Folytassa, ahogy tetszik!                             | 1971 | Beattie Plummer                           | Hattie Jacques          |
| Folytassa külföldön!                                  | 1972 | Cora Flange                               | Joan Sims               |
| Folytassa, főnővér!                                   | 1972 | Főnővér                                   | Hattie Jacques          |
| A Poszeidon katasztrófa                               | 1972 | Belle Rosen                               | Shelley Winters         |
| Téboly (film, 1972)                                   | 1972 | Gloria                                    | Elsie Randolph          |
| Tizenkét hónap                                        | 1972 | Mostoha                                   | Olga Vikland            |
| Büntetlenül                                           | 1974 | Claudette Dusseault                       | Louise Forestier        |
| Catherine                                             | 1974 |                                           |                         |
| Folytassa, Dick!                                      | 1974 | Martha Hoggett                            | Hattie Jacques          |
| Amable apó                                            | 1975 | Céleste                                   | Geneviève Fontanel      |
| Folytassa az ásatást!                                 | 1975 | Daphne Barnes                             | Joan Sims               |
| Javíthatatlan[forrás?]                                |      |                                           |                         |
| Katerina és gyermekei                                 | 1975 | Katerina Valigurová                       | Zora Rozsypalová        |
| Szerelmi hadviselés                                   | 1975 | Diana Steedeman                           | Shelley Winters         |
| A lakó                                                | 1976 |                                           |                         |
| Tizenötéves korom nyara                               | 1976 | Linn néni                                 | Anne-Lise Tangstad      |
| Vasárnapi gyerekek                                    | 1976 | Barbara                                   | Zofia Graziewicz        |
| Apámuram                                              | 1977 | Anya                                      | Marcella Michelangeli   |
| Peti sárkánya                                         | 1977 | Lena Gogan                                | Shelley Winters         |
| A siker titka                                         | 1977 | Anna                                      | Vera Tschechowa         |
| Zsendülő szerelem                                     | 1977 |                                           |                         |
| Folytassa, Emmanuelle                                 | 1978 | Mrs. Dangle                               | Joan Sims               |
| Halál a Níluson                                       | 1978 | Salome Otterbourne                        | Angela Lansbury         |
| John Gabriel Borkman                                  | 1978 |                                           |                         |
| Spirál                                                | 1978 |                                           |                         |
| Vágányok között                                       | 1978 | Idős nő                                   | Maria Stadler           |
| Csak a szerelem                                       | 1979 |                                           |                         |
| Cseresznyefák                                         | 1979 |                                           |                         |
| Egyéni sors                                           | 1979 | Margot                                    | Christine Fersen        |
| Az életrevaló kismalac                                | 1979 |                                           |                         |
| Erdősor utca 19.                                      | 1979 | Helga Arnold                              | Annekathrin Bürger      |
| Összetörtek szanatóriuma                              | 1979 | Cassie Barrett                            | Natalie Wood            |
| A péntek nem ünnep                                    | 1979 |                                           |                         |
| A repülő láda meséi                                   | 1979 |                                           |                         |
| Retúrjegy                                             | 1979 | Antonina                                  | Anna Seniuk             |
| Veszélyes játékok                                     | 1979 | Klammné                                   | Jenny Gröllmann         |
| Csillagporos emlékek                                  | 1980 | Vivian Orkin                              | Helen Hanft             |
| Én és Caterina                                        | 1980 | Marisa Menotti                            | Valeria Valeri          |
| Fajankó                                               | 1980 | Ela                                       | Halina Wyrodek          |
| Jelenetek a bábuk életéből                            | 1980 | Cordelia Egermann                         | Lola Müthel             |
| Moszkva nem hisz a könnyeknek                         | 1980 | Katyerina Tyihomirova                     | Vera Alentova           |
| A szalamandra                                         | 1981 | Elena Leporello                           | Claudia Cardinale       |
| A mérkőzés                                            | 1981 | Balláné                                   | Alicja Jachiewicz       |
| A róka és a kutya                                     | 1981 | Bölcs mama                                | Pearl Bailey            |
| Vabank                                                | 1981 | Kwinto felesége                           | Zofia Graziewicz        |
| Házasodjunk, vagy tán mégse?                          | 1982 |                                           |                         |
| Lány tengeri kagylóval                                | 1982 | Vendula anyja                             | Evelyna Steimarová      |
| Megállt a vonat                                       | 1982 | Timonina                                  | Lyudmila Zajtseva       |
| A NIMH titka                                          | 1982 | Cickány néni                              | Hermione Baddeley       |
| Gyöngyöző cián                                        | 1983 | Lucilla Drake                             | Nancy Marchand          |
| Nap, széna, eper                                      | 1983 | Skopková                                  | Helena Ružičková        |
| A farkassá változott Tom                              | 1984 | Made, a boszorkány                        | Olga Drege              |
| Hivatása rabja                                        | 1984 | Else                                      | Marianne Wünscher       |
| Rendőrakadémia                                        | 1984 | Mrs. Thompson                             | Joyce Gordon            |
| Szerelem és galambok                                  | 1984 | Vászja                                    | Nina Doroshina          |
| Az ügynök halála                                      | 1985 | Linda Loman                               | Kate Reid               |
| Jöjj és lásd !                                        | 1985 | Florya anyja                              |                         |
| Didi, megőrjítesz!                                    | 1986 | Hulladéklerakó főnöknője                  | Maïté Nahyr             |
| A canterville-i kísértet                              | 1987 | Mrs. Umney                                | Lila Kaye               |
| Hacsikó                                               | 1987 |                                           |                         |
| 976 – A Sátán hívószáma                               | 1988 | Lucy néni                                 | Sandy Dennis            |
| Császármetszés                                        | 1988 | Stefa Dederko                             | Alicja Migulanka        |
| Nap, széna és pár pofon                               | 1989 | Skopková                                  | Helena Ružičková        |
| Egy párizsi lány a Pacific peremén                    | 1990 | Shirley                                   | Virginia Capers         |
| Menekülés                                             | 1990 | Signora Bonelli                           | Laura Betti             |
| Oltalmazó ég                                          | 1990 | Mrs. Lyle                                 | Jill Bennett            |
| Tortúra                                               | 1990 | Annie Wilkes                              | Kathy Bates             |
| Addams Family – A galád család                        | 1991 | Abigail Craven / Dr. Greta Pinder-Schloss | Elizabeth Wilson        |
| Nap, széna, erotika                                   | 1991 | Skopková                                  | Helena Ružičková        |
| Sült zöld paradicsom                                  | 1991 | Evelyn Couch                              | Kathy Bates             |
| Miss Marple történetei 12.: A kristálytükör meghasadt | 1992 | Heather Badcock                           | Judy Cornwell           |
| A mi házunk                                           | 1993 | Frances Lacey                             | Kathy Bates             |
| Subidubidú                                            | 1993 |                                           |                         |
| Dolores Claiborne                                     | 1995 | Dolores Claiborne                         | Kathy Bates             |
| Jane Eyre                                             | 1996 | Mrs. Fairfax                              | Joan Plowright          |
| Matilda, a kiskorú boszorkány                         | 1996 | Agatha Trunchbull                         | Pam Ferris              |
| Titkok és hazugságok                                  | 1996 | Cynthia Rose Purley                       | Brenda Blethyn          |
| Az őserdő hőse                                        | 1997 | Beatrice Stanhope, Ursula anyja           | Holland Taylor          |
| Őslények országa 5. – A rejtélyes sziget              | 1997 | Tappancs nagymamája                       | Miriam Flynn            |
| Titanic                                               | 1997 | Molly Brown                               | Kathy Bates             |
| Elizabeth                                             | 1998 | Tudor Mária királynő                      | Kathy Burke             |
| Little Voice                                          | 1998 | Mari Hoff                                 | Brenda Blethyn          |
| Robbanófejek                                          | 1998 | Jeanne Shulman                            | Lainie Kazan            |
| South Park – Nagyobb, hosszabb és vágatlan            | 1999 | Sheila Broflovski                         | Mary Kay Bergman        |
| 102 kiskutya                                          | 2000 | Agnes                                     | Carol MacReady          |
| Mi kell a nőnek?                                      | 2000 | Dr. J.M. Perkins                          | Bette Midler            |
| Rejtélyes bűnügyek: Lövés a szívbe                    | 2000 | Luisa Ardenzi                             | Gianna Giachetti        |
| A szabad gondolkodó                                   | 2000 | Holbach báróné                            | Josiane Balasko         |
| Anne Frank igaz története                             | 2001 | Auguste Rottgen-van Pels                  | Brenda Blethyn          |
| Bűntény a Paradicsomban                               | 2001 | Lulu Braconnier                           | Josiane Balasko         |
| Jóban-rosszban                                        | 2001 | America                                   | Norizzela Monterroso    |
| Vagány nők klubja                                     | 2001 | May                                       | Margo Martindale        |
| Feltétlen szeretet                                    | 2002 | Grace Beasley                             | Kathy Bates             |
| Hamupipőke 2. – Az álmok valóra válnak                | 2002 | Grófnő                                    | Russi Taylor            |
| A kismenő                                             | 2002 | Jan                                       | Conchata Ferrell        |
| Schmidt története                                     | 2002 | Roberta Hertzel                           | Kathy Bates             |
| Szitakötő                                             | 2002 | Mrs. Belmont                              | Kathy Bates             |
| Hollywoodi őrjárat                                    | 2003 | Olivia Robidoux                           | Gladys Knight           |
| Az örökség                                            | 2003 | Annelise                                  | Ghita Nørby             |
| 80 nap alatt a Föld körül                             | 2004 | Viktória királynő                         | Kathy Bates             |
| Csodálatos Júlia                                      | 2004 | Dolly de Vries                            | Miriam Margolyes        |
| Miss Marple 02.: Gyilkosság a paplakban               | 2004 | Mrs. Price-Ridley                         | Miriam Margolyes        |
| Jóasszony – Akiről egy város beszél                   | 2004 | Lucchino grófnő                           | Milena Vukotic          |
| A legelő hősei                                        | 2004 | Mrs. Calloway                             | Judi Dench              |
| Magánürügy                                            | 2004 | Kippie Kann                               | Kathy Bates             |
| Szent Lajos király hídja                              | 2004 | Doña Maria Montemayor márkiné             | Kathy Bates             |
| Vera Drake                                            | 2004 | Vera                                      | Imelda Staunton         |
| A halott menyasszony                                  | 2005 | Nell Van Dort                             | Tracey Ullman           |
| Idegen a városban                                     | 2005 | Jane Stern                                | Kathy Bates             |
| Anyám nyakán                                          | 2005 | Sue                                       | Kathy Bates             |
| Malac a pácban                                        | 2006 | Bitsy, a tehén                            | Kathy Bates             |
| Miss Potter                                           | 2006 | Helen Potter                              | Barbara Flynn           |
| Bűbáj                                                 | 2007 | Mesélő                                    | Julie Andrews           |
| Kis Vuk                                               | 2007 | Doris hangja                              |                         |
| P.S. I Love You                                       | 2007 | Patricia                                  | Kathy Bates             |
| A Simpson család – A film                             | 2007 | Inuit varázslónő                          | Tress MacNeille         |
| Amikor megállt a Föld                                 | 2008 | Regina Jackson                            | Kathy Bates             |
| A szabadság útjai                                     | 2008 | Mrs. Helen Givings                        | Kathy Bates             |
| Volt                                                  | 2008 | Ester                                     | Kelly Hoover            |
| Chéri – Egy kurtizán szerelme                         | 2009 | Madame Peloux                             | Kathy Bates             |
| Hannah Montana – A film                               | 2009 | Ruby                                      | Margo Martindale        |
| A hercegnő és a béka                                  | 2009 | Odie mama                                 | Jenifer Lewis           |
| Kutya egy év                                          | 2009 | Lois Blair                                | Lois Smith              |
| Személyes vonatkozás                                  | 2009 | Lois Blair                                | Kathy Bates             |
| A szív bajnokai                                       | 2009 | Miss Sue                                  | Kathy Bates             |
| Valentin nap                                          | 2010 | Susan                                     | Kathy Bates             |
| Éjfélkor Párizsban                                    | 2010 | Gertrude Stein                            | Kathy Bates             |
| Gnómeó és Júlia                                       | 2011 | Lady Bluebury                             | Maggie Smith            |
| Egy kis Mennyország                                   | 2011 | Beverly Corbett                           | Kathy Bates             |
| Rém hangosan és irtó közel                            | 2011 | Oskar nagyanyja                           | Zoe Caldwell            |
| Suszter, szabó, baka, kém                             | 2011 | Connie Sachs                              | Kathy Burke             |
| A Csodacsapat                                         | 2012 | Nénène                                    | Chantal Neuwirth        |
| ParaNorman                                            | 2012 | Mrs. Henscher (hangja)                    | Alex Borstein           |
| Augusztus Oklahomában                                 | 2013 | Mattie Fae Aiken                          | Margo Martindale        |
| Halálhegy – A Dyatlov-rejtély                         | 2013 | Alya 73 évesen                            | Nelly Nielsen           |
| Lenyűgöző teremtmények                                | 2013 | Del néni                                  | Margo Martindale        |
| Zulu                                                  | 2013 | Josephina                                 | Nomhle Nkonyeni         |
| Tammy                                                 | 2014 | Lenore                                    | Kathy Bates             |

### Sorozat szinkronszerepei
| Cím                    | Év                   | Szerep                                           | A szinkronizált színész |
| ---------------------- | -------------------- | ------------------------------------------------ | ----------------------- |
| Szegény ember narancsa | 1987                 | Dolour Darcy                                     | Anne Phelan             |
| Sírhant művek          | 2001 - 2005[forrás?] | Bettina                                          | Kathy Bates             |
| Született feleségek    | 2004                 | Juanita Solis                                    | Lupe Ontiveros          |
| Amerikai Horror Story  | 2013 -               | Ethel Darling / Ethel Darling/ Delphine LaLaurie | Kathy Bates             |

## Hangjáték
- Szabó Pál: Őszi vetés (1970)
- Őrsi Ferenc: Legenda a kapitányról (1978)
- Percy Bysshe Shelley: A Cenci ház (1979)
- Lendvay György: Holnap kupaszerda (1980)
- Tolnai Lajos: Polgármester úr (1980)
- Ardi Liives: A sztaniolpapír (1981)
- Byron – Rádiómontázs (1981)
- Jerzy Janicki: Halálos ítélet (1981)
- Thoger Birkeland: Szekrénygyerekek (1981)
- ÍRÓVÁ AVATNAK - Németh László indulása (1982)
- ÍRÓVÁ AVATNAK - Sütő András indulása (1982)
- A JÁTSZÓ EMBER - Megy a kosár, avagy a népi játékok kincsesházából (1982)
- Schwajda György: A Szent család (1982)
- Kós Károly: Varjú nemzetség (1983)
- Thury Zoltán: Katonák (1983)
- Zajc, Dane: Kukurikú, avagy a kakas összeszedi magát (1983)
- O'Neill, Eugene: Boldogtalan hold (1984)
- Radicskov, Jordan: Kosarak (1984)
- Schnabel, Ernst: Anna Frank nyomában (1984)
- Franz Hiesel: Kerkafalva (1986)
- Böll, Heinrich: Biliárd fél tízkor (1987)
- Jókai Mór: Egy hírhedett kalandor a XVII. századból (1987)
- Vámos Miklós: Publikum (1988)
- Herczeg Ferenc: A Gyurkovics-lányok (1991)
- Kagylók zenéje, óceán (1991)
- Mészöly Miklós: Öregek, halottak (1992)
- Jerofejev, Venegyikt: Moszkva – Petuski (1993)
- Tar Sándor: A hang (1993)
- Esterházy Péter: Fuharosok (1994)
- Eörsi István: Sírkő és kakaó (1995)
- Lét s nemlét, írók, irodalom – Cholnoky Viktor három jelenete (1995)
- Csiky Gergely: Kaviár (1997)
- Szép Ernő: Lila ákác (1997)
- Páskándi Géza: A szalmabábuk lázadása (1999)
- Vörösmarty Mihály: A fátyol titkai (2000)
- Szabó Magda: Für Elise (2003)[50]
- Salamon András: Az utolsó perc (2007)
- Péhl Gabriella: Patthelyzet-requiem egy öregasszonyért (2010)
- Gabnai Katalin: A jó élet (2011)
- Időfutár (2012)
- Kiss Judit Ágnes: Mindig más (2013)
- Nagy Koppány Zsolt: Amelyben Ekler Ágostra emlékezünk (2013)
- Illyés Gyula: Ítélet előtt (2014)
- Jókai Anna: Éhes élet (2014)
- Kálmán Kata: A Csibe ügy (2014)
- Markovits Rodion: Az aranyvonat (2014)
- Rejtő Jenő: A néma revolverek városa (2014)
- Pulszky Terézia: Egy magyar hölgy emlékiratai (Rádiószínház, 2015) – Pulszky Terézia[51]
- Barcsa Dániel: Jösz' te hezzám! – 69 pajzán erdélyi történet (2015)
- Giacomo Casanova: Casanova visszatér (2015) – közreműködő[52]
- Csender Levente: Murokszedők (Rádiószínház, 2015)[53]
- Móricz Zsigmond: Forró mezők (2015)
- Rejtő Jenő: Vesztegzár a Grand Hotelben (2015)
- Móricz Zsigmond: A nagy fejedelem (2016)
- Grendel Lajos: Einstein harangjai (2017)
- Ugron Zsolna: Erdélyi menyegző (2017)
- Kosztolányi Dezső: Városi történetek az 1910-es évekből (2018)
- Kosztolányi Dezső: Városi történetek az 1920-as évekből (2018)
- Vajda Mária: Hol a világ közepe? - parasztvallomások a szerelemről (2018)
- Egy elmeorvos vallomása (2019)
- Gimesi Dóra: Budapesti tündérmesék (2019)
- Móricz Zsigmond: A nap árnyéka (2019)
- Domonyi Rita: Tündérbodár (2020)
- Kaffka Margit: Színek és évek (2021)
- Zalán Tibor: Királylányok könyve (2021)

## Cd-k és hangoskönyvek
- Nemes Nagy Ágnes: Bors néni könyve
- Kosztolányi Dezső: Néró, a véres költő
- Mikszáth Kálmán: A Noszty fiú esete Tóth Marival
- Szabó Magda: A muranói hattyú és más novellák
- Szabó Magda: Angyal és más novellák
- Szabó Magda: Az a szép, fényes éjszaka
- Szabó Magda: Freskó
- Szabó Magda: Kakasszó
- Szabó Magda: Sziluett
- Szabó Magda: Disznótor
- Ronald Dahl: Meghökkentő mesék
- Füves könyv
- Seherezádé – Az ezeregyéjszaka legszebb meséi
- Szindbád kalandjai – Az ezeregyéjszaka legszebb meséi 1-2
- Aladdin és a csodalámpa – Az ezeregyéjszaka legszebb meséi
- Az ébenfa ló – Az ezeregyéjszaka legszebb meséi
- Hasszán – Az ezeregyéjszaka legszebb meséi
- Ali baba és a negyven rabló – Az ezeregyéjszaka legszebb meséi
- A két testvér – Grimm mesék
- Piroska és a farkas – Grimm mesék
- Hamupipőke – Grimm mesék
- A farkas és a hét kecskegida – Grimm mesék
- A brémai muzsikusok – Grimm mesék
- Csipkerózsika – Grimm mesék
- Hófehérke és a hét törpe – Grimm mesék
- A hókirálynő – Andersen legszebb meséi
- A kis hableány – Andersen legszebb meséi
- A császár új ruhája – Andersen legszebb meséi
- A rút kiskacsa – Andersen legszebb meséi
- A kiskakas gyémánt félkrajcárja – népmesék
- A repülő kastély – népmesék
- Kacor király – népmesék
- Az égig érő fa – népmesék
- Lúdas Matyi – népmesék
- Kismalac és a farkasok – népmesék
- Balla Zsófia – Ahogyan élek
- Parti Nagy Lajos: Árnyékporocska

## Díjai, elismerései
- Jászai Mari-díj (1977)
- Rajz János-díj (1979)
- Érdemes művész (1981)
- Kiváló művész (1990)
- Déryné-díj (1993)
- Színikritikusok Díja – A legjobb női alakításért (1994, 2011)
- Kossuth-díj (1995)
- Örökös tag a Halhatatlanok Társulatában (1999)
- A Magyar Köztársasági Érdemrend tisztikeresztje (2006)
- Hazám-díj (2008)
- Amfiteátrum díj (2009)
- A Nemzet Színésze (2011)
- A kaposvári Csiky Gergely Színház örökös tagja (2012)[54]
- Prima Primissima díj (2013)
- Arany Medál Életműdíj (2013)
- Cottbusi Nemzetközi Filmfesztivál – Legjobb női alakítás díja (2014)[55]
- Színikritikusok Céhének életműdíja (2015)[56]
- Magyar Filmkritikusok Díja – Legjobb női alakítás díja (2015)
- Kaposvár díszpolgára (2020)[57]
- Budapest díszpolgára (2020)
- Radnóti Miklós antirasszista díj (2021)[58]
- Magyar Toleranciadíj (2021)
- Televíziós Újságírók Díja – Legjobb színésznő (2022)
- Psota Irén-díj (2022)
- CineFest Miskolci Nemzetközi Filmfesztivál életműdíja (2022)[59]
- Hippolyt-díj – A nyíregyházi Vidor fesztivál életműdíja (2023)[60]
- Magyar Filmkritikusok Díja – Életműdíj (2025)
- Magyar Mozgókép Díj a legjobb női főszereplőnek (2025)

## Könyvek róla
- Mihályi Gábor: A Kaposvár-jelenség ; Múzsák, Budapest, 1984 (Szkénetéka)
- Lőrincz Sándor: Molnár Piroska; fotók Balog József et al.; Megyei és Városi Könyvtár, Kaposvár (1995)
- Vámos Miklós: 135 lehetetlen történet (1997)
- Molnár Piroska: Kvittek vagyunk. Beszélgetőtárs: Bíró Kriszta; Corvina, Bp., 2020

## Hang és kép
- Szépség és szörnyeteg (Hozzáférés: 2014. június 20.)
- Menyasszonytánc (Hozzáférés: 2014. június 20.)
- Nagymama-díj (Hozzáférés: 2014. június 20.)
- Nótacsokor (Hozzáférés: 2014. június 20.)